# Anthony Kwami Adanuty
Anthony Kwami Adanuty (ur. 11 maja 1940 w Kpandu) – ghański duchowny rzymskokatolicki, w latach 1995-2016 biskup Keta-Akatsi.

## Życiorys
Święcenia kapłańskie przyjął 31 lipca 1966. 19 grudnia 1994 został prekonizowany biskupem Keta-Akatsi. Sakrę biskupią otrzymał 28 maja 1995. 7 kwietnia 2016 przeszedł na emeryturę.